# Sotteville-sous-le-Val
Sotteville-sous-le-Val är en kommun i departementet Seine-Maritime i regionen Normandie i norra Frankrike. Kommunen ligger i kantonen Caudebec-lès-Elbeuf som tillhör arrondissementet Rouen. År 2022 hade Sotteville-sous-le-Val 746 invånare.

## Befolkningsutveckling
Antalet invånare i kommunen Sotteville-sous-le-Val
| Referens: INSEE |